# BMX-Freestyle-Europameisterschaften
Die BMX-Freestyle-Europameisterschaften sind jährliche, erstmals 2019 ausgetragene Wettbewerbe, die vom Europäischen Radsportverband UEC ausgerichtet werden. Sie finden in den Freestyle-Varianten Park und Flatland statt, deren Meisterschaften organisatorisch getrennt sind.

## Geschichte
BMX-Freestyle war 2015 als neue Disziplin in den Radsport-Weltverband UCI integriert worden. 2017 erreichte die UCI die Aufnahme der Variante Park ins Programm der Olympischen Spiele 2020. Für die Vergabe der Startplätze in den Spielen wurde ein Qualifikationsranking geschaffen, in das auch die Ergebnisse kontinentaler Meisterschaften einfließen konnten; im Regelwerk wurde diesen die halbe Wertigkeit einer Runde des Freestyle-Weltcups zugestanden. Die Radsportverbände Europas, Asiens, Amerikas und Ozeaniens riefen daraufhin solche Meisterschaften ins Leben, jeweils im letzten Quartal 2019. Im Falle Europas fanden diese im schweizerischen Cadenazzo statt.
Europameisterschaften in der olympischen Freestyle-Variante Park gab es seither jedes Jahr, außer 2020 infolge der Corona-Pandemie. Wettkämpfe in der nicht-olympischen Variante Flatland fanden seltener statt, 2021 und 2023 jeweils im Rahmen der Ruhr Games und getrennt von den Park-Europameisterschaften. Auch letztere wurden bereits in größere Veranstaltungen integriert, so in die European Championships 2022 und die Europaspiele 2023. Derzeit sucht die UEC nach Veranstaltern, um zukünftig beide Meisterschaften jährlich zu organisieren.
In den bisherigen Ausgaben waren Athleten aus über 20 europäischen Ländern am Start, wobei der Zuspruch zur Park-EM deutlich höher ist. Die Zahl der Teilnehmer ist pro Wettbewerb auf 30 begrenzt; jeder Verband kann zwei Startplätze anmelden, bei geringer Beteiligung auch drei. Das Limit von 30 wurde bislang nur in den Park-Wettbewerben der Männer ausgeschöpft. Im Flatland der Frauen blieb die Teilnehmerzahl bislang einstellig.

## Austragungsorte
Park:
- 2019:  Cadenazzo (11.–13. Oktober)
- 2021:  Moskau (12.–14. November)
- 2022:  München (11.–13. August)
- 2023:  Krakau (21.–22. Juni)
- 2024:  Cadenazzo (20.–21. September)

Flatland:
- 2021:  Bochum (3.–4. Juni)
- 2023:  Duisburg (8.–9. Juni)
- 2024:  Luxemburg (15.–16. November)

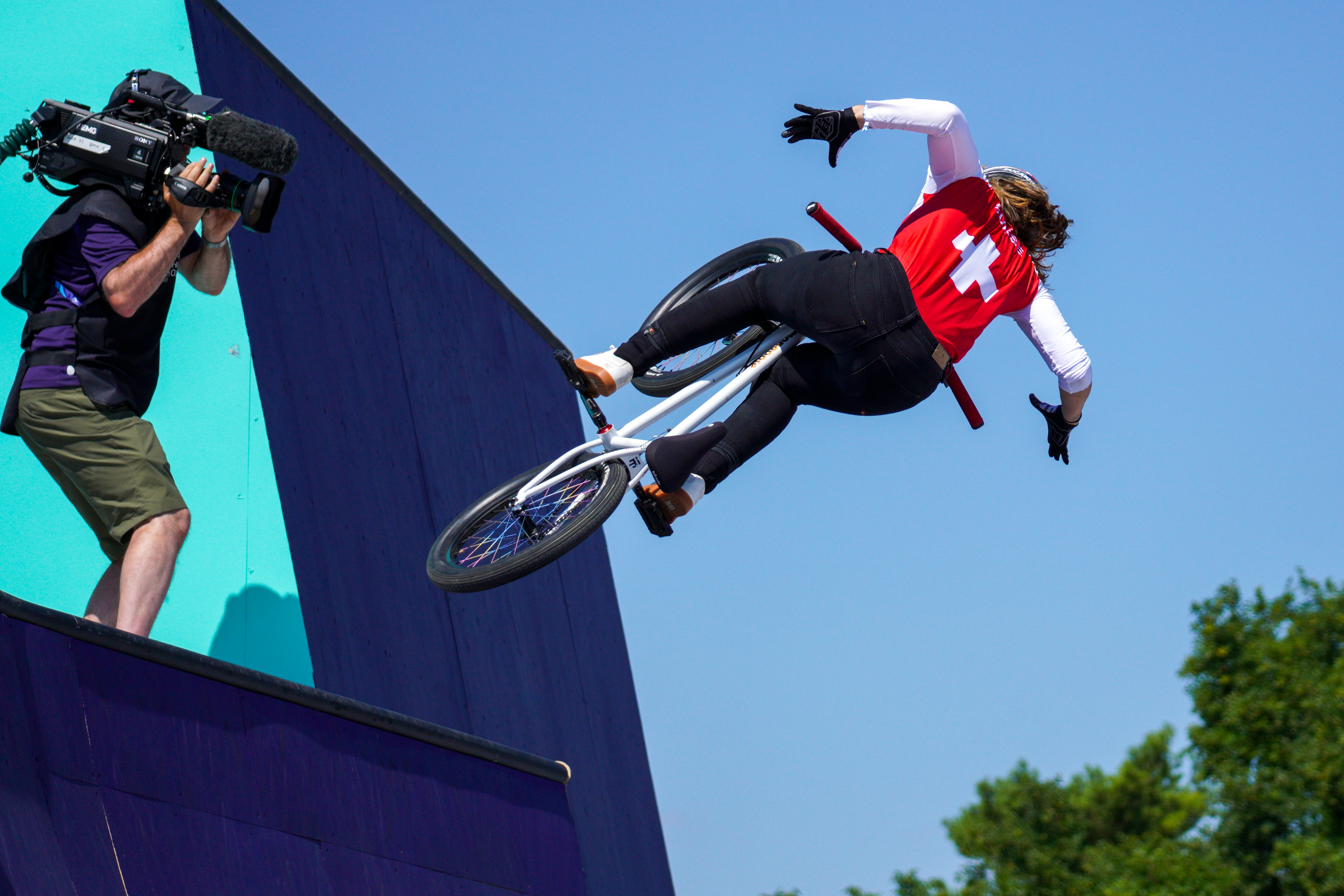
Szene von der Park-EM 2022 mit Nikita Ducarroz

2025 sind erstmals gemeinsame Meisterschaften geplant, und zwar am 4. und 5. Oktober in Eindhoven.

## Männer

### Park
| Jahr | Erster           | Zweiter          | Dritter             |
| ---- | ---------------- | ---------------- | ------------------- |
| 2019 | Anthony Jeanjean | Marin Ranteš     | Declan Brooks       |
| 2021 | Anthony Jeanjean | Irek Risajew     | Konstantin Andrejew |
| 2022 | Anthony Jeanjean | Kieran Reilly    | Marin Ranteš        |
| 2023 | Kieran Reilly    | Anthony Jeanjean | Declan Brooks       |
| 2024 | Kieran Reilly    | Anthony Jeanjean | Dylan Hessey        |

### Flatland
| Jahr | Erster           | Zweiter        | Dritter           |
| ---- | ---------------- | -------------- | ----------------- |
| 2021 | Matthias Dandois | Varo Hernández | Alexandre Jumelin |
| 2023 | Matthias Dandois | Jorge Gómez    | Varo Hernández    |
| 2024 | Matthias Dandois | Jorge Gómez    | Julien Baran      |

## Frauen

### Park
| Jahr | Erste                 | Zweite           | Dritte                   |
| ---- | --------------------- | ---------------- | ------------------------ |
| 2019 | Charlotte Worthington | Lara Lessmann    | Jelisaweta Possadskich   |
| 2021 | Nikita Ducarroz       | Lara Lessmann    | Teresa Fernández-Miranda |
| 2022 | Iveta Miculyčová      | Lea Müller       | Laury Perez              |
| 2023 | Iveta Miculyčová      | Lea Müller       | Laury Perez              |
| 2024 | Sasha Pardoe          | Iveta Miculyčová | Nikita Ducarroz          |

### Flatland
| Jahr | Erste           | Zweite          | Dritte         |
| ---- | --------------- | --------------- | -------------- |
| 2021 | Irina Sadovnik  | Louise Seigneur | Julia Preuss   |
| 2023 | Jeanne Seigneur | Louise Seigneur | Julia Preuss   |
| 2024 | Anna Mondics    | Jeanne Seigneur | Veronika Kádár |